# Seiboldsdorf (Adelsgeschlecht)

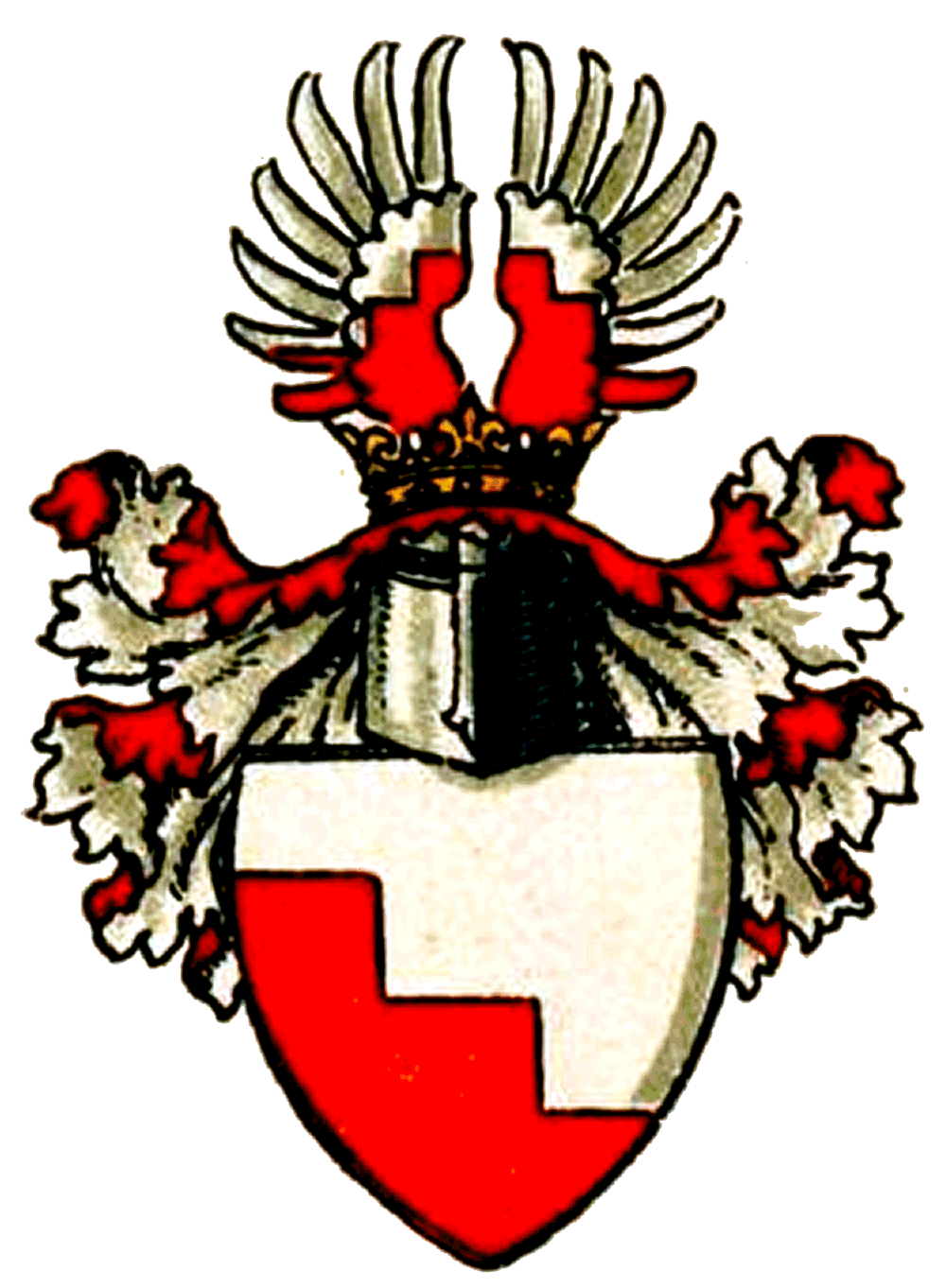
Stammwappen derer von Seiboldsdorf

Die Familie von Seiboldsdorf – auch Sei(y)bold(t)sd(t)orf(f) – ist ein altes bayerisches Adelsgeschlecht.

Der Ursprung der Familie liegt in Seyboldsdorf bei Vilsbiburg. Dort steht das Gut der Seiboldsdorfer, die dort auch ein Schloss erbauten. Als die Seiboldsdorfer in den Grafenstand erhoben wurden, wurde auch ihr Stammsitz in Freienseiboldsdorf (Freyen-Seyboldsdorf) umbenannt.

## Geschichte
In den Urkunden des Klosters St. Emmeram von Regensburg wird im Jahre 740 ein „Wolfhard de Seiboldsdorf“ genannt. Die Seyboldsdorfer werden auch als Teilnehmer im Turnier von Magdeburg im Jahre 938 genannt. Die Seiboldsdorfer werden im 10. und 11. Jahrhundert bei mehreren Schenkungsurkunden des Klosters Weihenstephan und des Stiftes St. Kastulus in Moosburg an der Isar urkundlich als Zeugen erwähnt. Zuerst hatten sie den Rang eines Rittergeschlecht und werden später im höheren Turnieradel genannt. Ihre hervorragenden Eigenschaften des Adels charakterisierte der alte Turnierspruch: „Seiboltstorff die Guten, die Frommem, die Wohlgemuten“. 

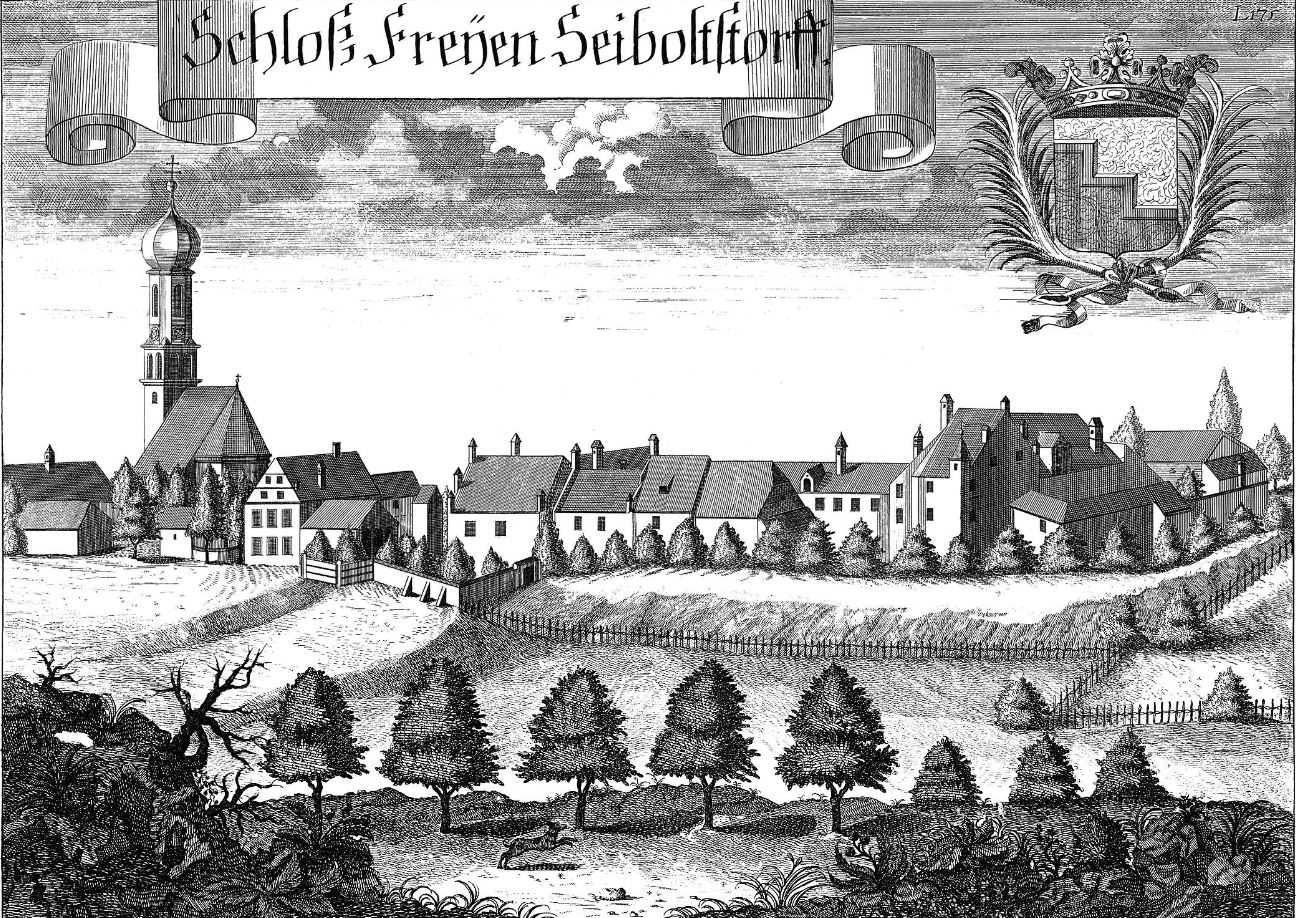
Schloss Seiboldsdorf, um 1723

1422 wurde die Hofmark Schenkenau (bei Waidhofen) von Herzog Wilhelm III. von Bayern an Wernher von Seyboltstorf (1388 Pfleger zu Neumarkt, 1407 Pfleger zu Kuffstein) für 400 fl. gekauft. 1424 teilten sich die Seiboldsdorfer in drei Linien auf: Die Seyboltstorfer zu Niederpöring, die Seyboltstorfer zu Ritterswörth (bei Geisenfeld) und die Hauptlinie der Seyboltstorfer zu Schenkenau (bei Waidhofen). 1608 wurde das Rittergut Schenkenau durch die Geschwister Stephan, Johann Georg und Johann Albrecht an Moritz von Rorbach verkauft. Während des Dreißigjährigen Krieges wurde das Rittergeschlecht durch Kaiser Ferdinand III. in den Freiherrenstand erhoben. Am 2. Juni 1692 wurden die Seiboldsdorfer durch Kaiser Leopold I. in den Grafenstand erhoben. Am 28. Mai 1711 wurde das Schloss Schenkenau durch den Grafen Johann Franz Xaver von und zu Freien-Seyboltstorf (Hauptpfleger zu Moosburg) von Marquard Ignatius von Zell zurückgekauft und am 23. November 1729 endgültig durch Graf Joseph Anton zu Freien-Seyboltsdorf (Pfleger zu Moosburg) an den Freiherrn Joseph Clemens Anton von Weichs veräußert. Das Adelsgeschlecht war auch zeitweise Eigentümer von Schloss Biedenbach. Am 26. Juli 1951 verkaufte Graf Ludwig von Freyen-Seyboldsdorf das Stammschloss in Seiboldsdorf mit dem noch dazugehörigen Grundbesitz von 15 ha an die im Zweiten Weltkrieg 1945 aus dem niederschlesischen Lauban vertriebenen Magdalenerinnen zur hl. Dreifaltigkeit.
Die Mitglieder des Adelsgeschlechts erreichten in Altbayern bedeutende Ehrenstellen und waren zum Beispiel Pfleger der Stadt Schrobenhausen, andere Pfleger und Richter in Pfaffenhofen an der Ilm, Moosburg a.d.Isar, Kranzberg, Neumarkt und Kuffstein, Statthalter in Landshut oder Burghausen, Kämmerer und Hofräte der Herzöge und Kurfürsten, Domkanoniker und Freisingischer oberster Jägermeister, Regierungsräte und Landrichter, Lehenprobst, Erztruchsess von Freising, Ritter vom St. Georgsorden, Komtur des Zivildienstordens der bayerischen Krone, sardinischer Gesandter, Salzburgischer Leutnant, erster Direktor des Appellationsgerichts und einer Bischof von Freising sowie zwei Äbtissinnen.
Wie bewegt das Leben der Angehörigen des Geschlechts der Seiboldsdorfer war, geht aus einer Zusammenstellung zwischen 1480 und 1575 hervor:
- Lamprecht: zu Tode gefallen zu Natternberg († 1480)
- Wernher: zu Winzer an der Donau ertrunken († 1525)
- Hans: Deutscher Ordensritter, verblutete in Riedt († 1533)
- Daniel: wurde als Hauptmann von den Türken zu Budapest erschlagen († 1541)
- Kaspar Melchior Balthasar (Cabame): ist in Italien als Kriegsmann umgekommen
- Hans Wernher: im niederländischen Krieg umgekommen († 1570)
- Christoph: wurde in Orleans bei einem Handgemenge erstochen

Die von Seiboldsdorf waren von 1549 bis 1818 im Besitz der Hofmark Hörgertshausen und von 1692 bis 1792 der Hofmark Mauern. Zu den Besitzungen zählt auch Schloss Schönach bei Mötzing.
Mitglieder der Familie nahmen 1523 am Fränkischen Krieg auf der Seite des Schwäbischen Bundes teil. Ein Major Seyboltstorff war Mitglied der bayerischen Delegation beim Wiener Kongress 1815. Emanuel Graf von Freyen-Seyboltstorff (1777–1832) war ein bayerischer Diplomat und Gesandter in Karlsruhe (1810–1816), Hannover (1816–1817) und Turin (1818–1821).

## Persönlichkeiten

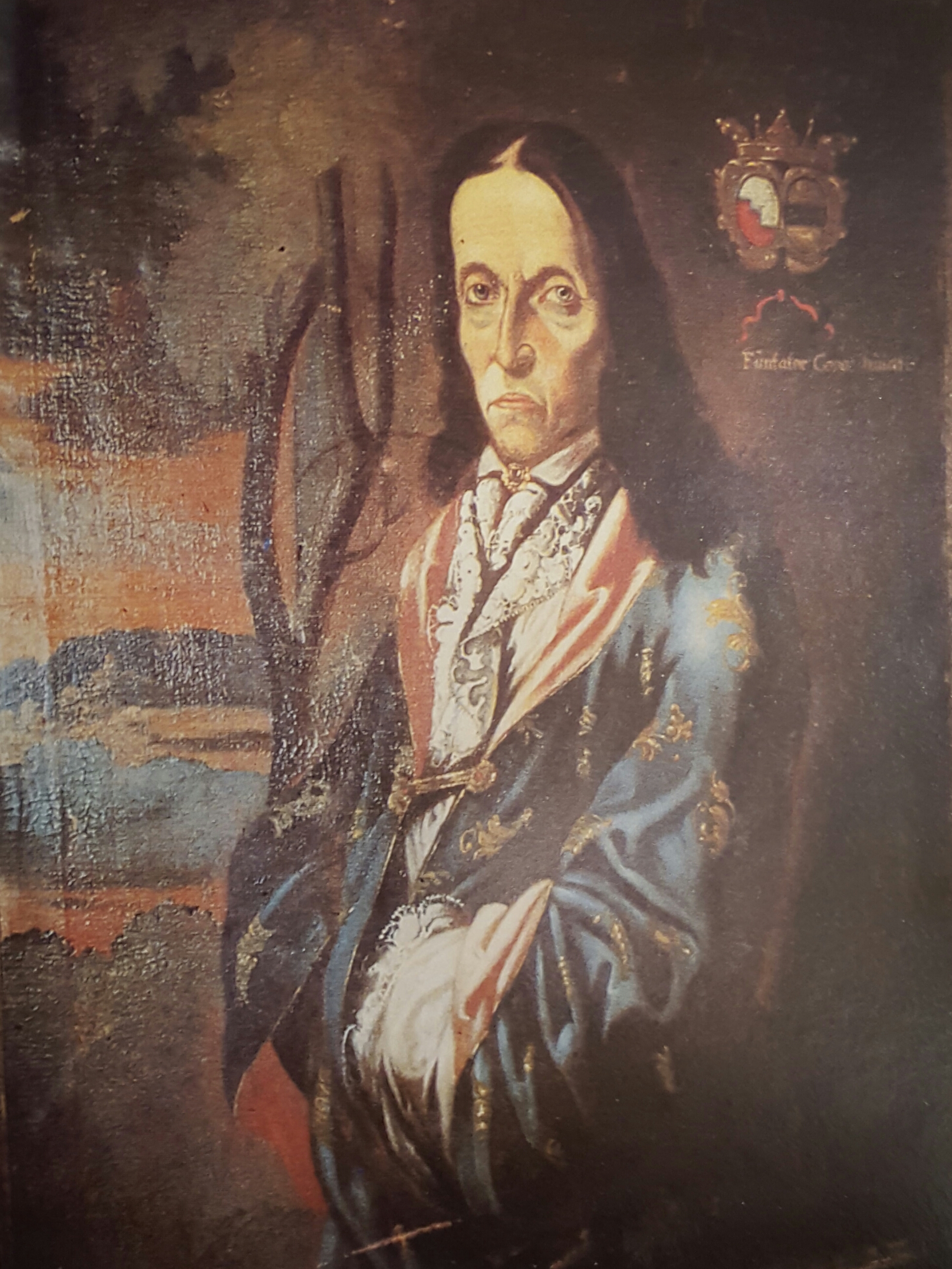
Johann Georg, Graf von Seiboldsdorf

- Sigmund von Seyboltsdorff, Further Grenzhauptmann, ließ 1514 das Grenzvisier erstellen, die älteste kartographische Grenzbeschreibung Bayerns – von Furth bis zum Arber
- Hieronymus von Seiboldsdorf, Vertrauter der Sabina von Bayern
- Johann Christoph von Seiboldsdorf († um 1560), Stifter des Leprosenhauses in Moosburg an der Isar und später Kapuziner
- Stephan von Seiboldsdorf, Bischof von Freising (1612–1618)
- Victor Adam von Seiboldsdorf († 1658), Hofrat und Hofoberrichter[8]
- Johann Georg Graf von Seiboldsdorf (* 1628 † 1699), Geheimrat, Kämmerer und Statthalter von Niederbayern[9]
- Maximilian Willibald von Seiboltsdorff († 7. September 1693), gefallen vor Belgrad, kurbayerischer Feldmarschalleutnant
- Ferdinand Alois von Seiboldsdorf (* 17. Januar 1761 † 28. Mai 1834 in Regensburg), Domkapitular am Regensburger Dom und Historiker[8]
- Ludwig Graf von Freyen-Seyboldsdorf (* 2. Dezember 1870 in Freyen-Seyboldsdorf; † 1. Juli 1957 in Feldafing), Letzter Stammhalter derer von Seiboldsdorf

## Wappen
Das Wappen der Seiboldsdorf tauschte seine schräge Zackung zu einer rechten Doppelstufe in Silber und Rot. Die drei Stufen repräsentieren die drei Linien des Geschlechts (Niederpöring, Ritterswörth und Schenkenau). Die Helmdecken sind ebenfalls in Rot und Silber. Die Helmzier besteht aus einem offenen Flug, an den inneren Rändern der Flügel sitzen rote Zacken. Weiters brachte die Reichs-Grafenwürde im mittleren Herzfeld des Wappens einen Ritter und eine Grafenkrone auf dem Helm.

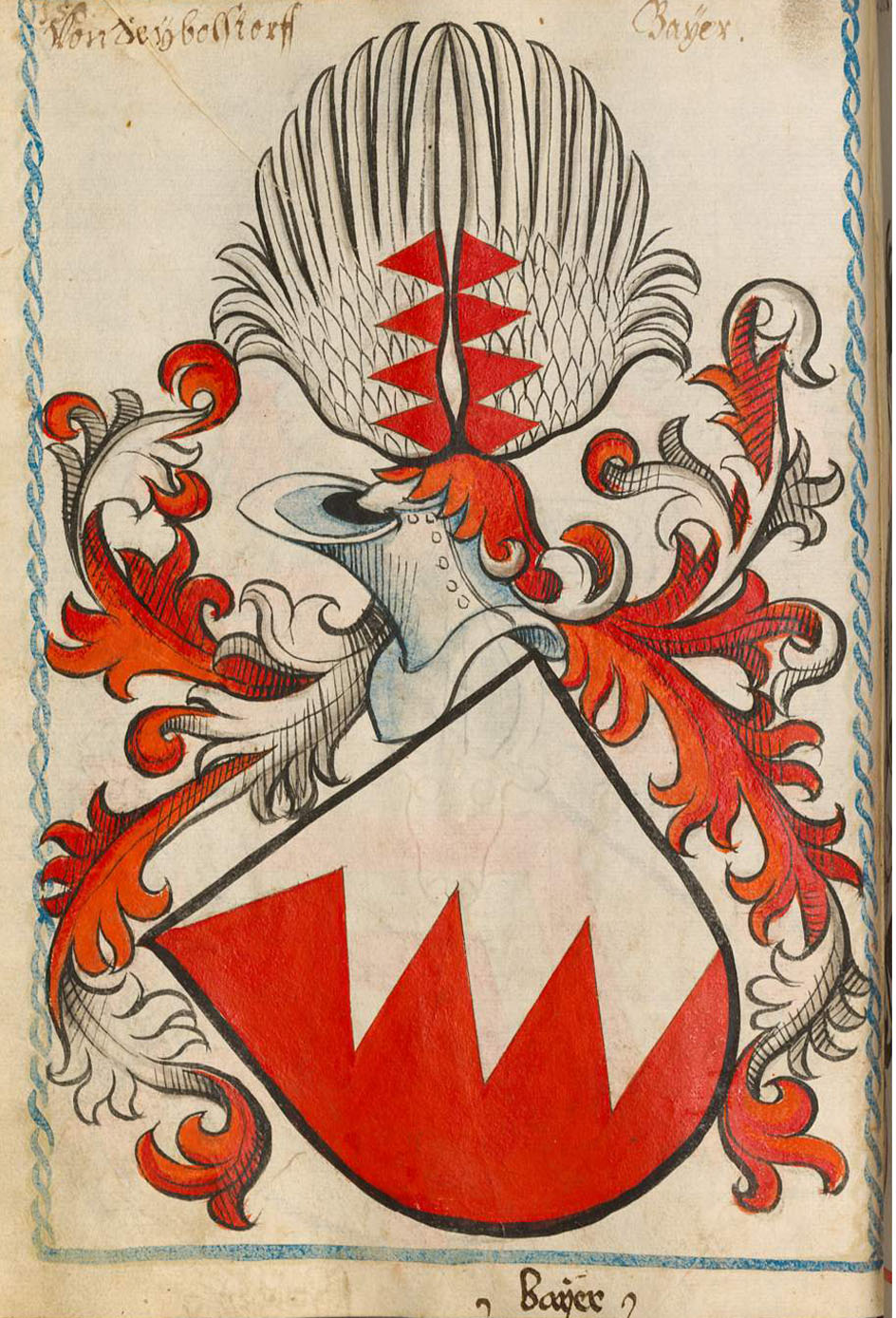
Wappen derer von Seiboldsdorf im Scheiblerschen Wappenbuch
Wappen der Gemeinde Hörgertshausen
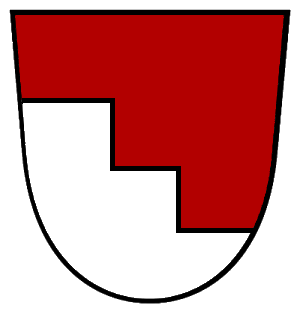
Wappen der ehemaligen Gemeinde Seyboldsdorf

## Trivia
- In Friedrich Hebbels Drama Agnes Bernauer ist Ignaz von Seyboltstorf einer der drei Ritter auf Seiten des Herzogs Ernst von Bayern-München